# 雲居寺 (京都市)
雲居寺（うんごじ）は、現在の京都市東山区にかつて存在した寺院である。
身の丈八丈で塗金された阿弥陀如来像（大仏）を安置していたが、応仁の乱で焼失した。「雲孤寺」「雲古寺」とも表記された。「南都（東大寺）の半仏雲居、雲居の半仏東福（東福寺）」とされ、身の丈十六丈の東大寺大仏・身の丈五丈の東福寺大仏と並び称されていた。
現在高台寺の立地している場所に、雲居寺は存在していた。

## 歴史

### 雲居寺の創建と瞻西の大仏造立

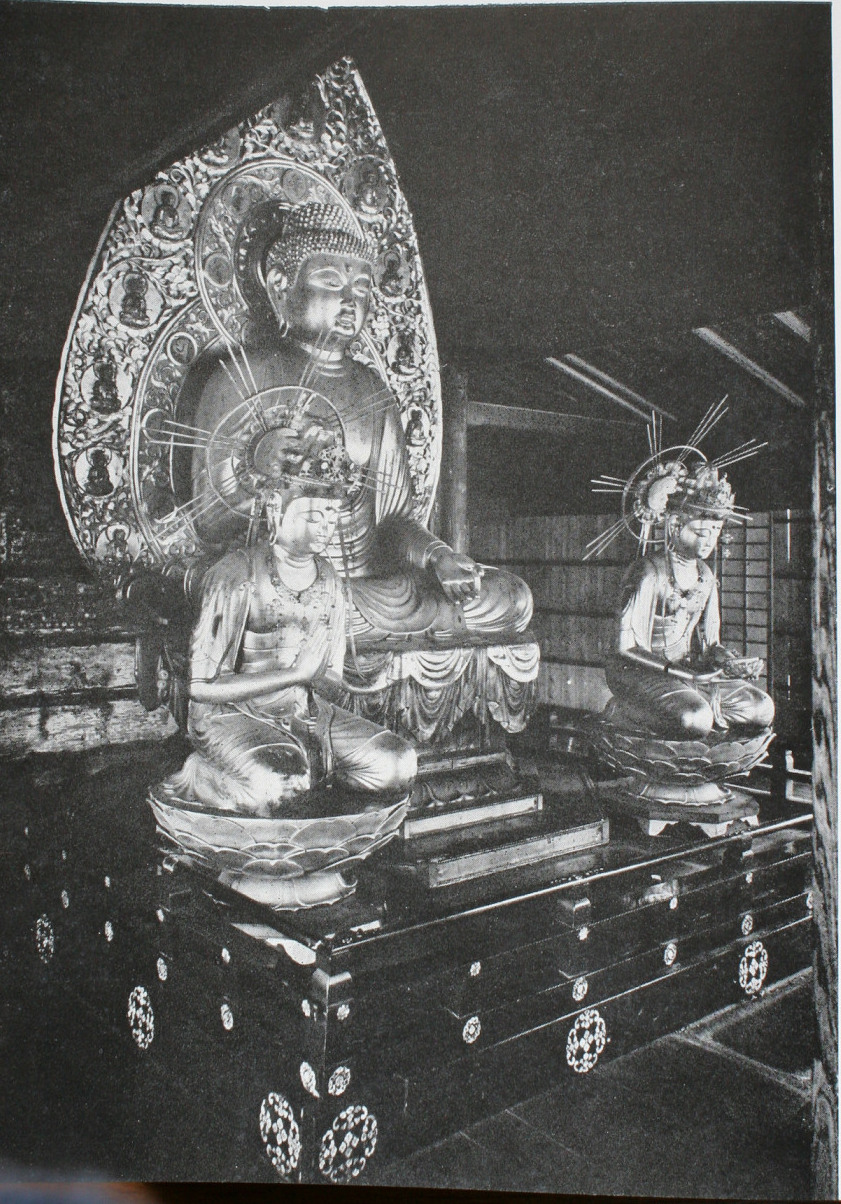
[参考]平安時代末期に造仏された阿弥陀三尊像の例（三千院）。久安4年（1148年）の作。

雲居寺の創設時期は明らかでない。八坂寺（現法観寺）の近辺に八坂東院という寺院が創設されたようであり、それが雲居寺の前身寺院であるとされる。『続日本紀』承和4年（837年）2月27日条には、菅野永岑が、父菅野真道が建立した、八坂東院と呼ばれている道場一院について、院を分離してその寺地と定めることを建議し、許可されたとする記述がある。その後八坂東院は「雲居寺」と改称されたようで、『日本紀略』康保元年（964年）11月21日条には、天台宗の僧浄蔵が、雲居寺で没したとある。また雲居寺に藤原兼通などの貴族が埋葬されるなど、雲居寺は格のある寺院として発展していったようである。
雲居寺大仏は瞻西上人（せんせい、？ - 1127年？）が造立した。瞻西は比叡山で修行していたが（この時の瞻西をモデルにした『秋夜長物語』があるが、史実かは不明）、当時の浄土教の普及から、それへの信仰（阿弥陀如来への信仰）を深めるようになった。瞻西は雲居寺に入り、大仏を造立することを発願。『百錬抄』によると天治元年
（1124年）7月19日に阿弥陀如来の大仏が落慶し、堂には藤原忠通の揮毫による扁額が掲げられたという。『中右記』によれば、藤原宗忠が同年7月23日に雲居寺に参詣し、大仏を拝したという。落慶した堂（大仏殿）は「勝応弥陀院」と称したが、建仁2年（1202年）には「勝応弥陀院」で、浄土宗の開祖法然が百日参籠したという。
雲居寺は大仏のことを「身の丈八丈（約24m）の黄金大仏」と公称していた。これについて歴史学者の川勝政太郎は、身の丈表記は大仏座像が立ち上がったと仮定した寸法であり、実寸は四丈（約12m）であったとしている。このような例は東大寺大仏でも見られ、実寸は五丈三尺だが、十六丈の大仏と公称していた。川勝は以下の記述も証左として挙げている。雲居寺初代大仏は永享8年（1436年）11月29日に東山地域での大火のため焼失してしまうのだが、『東寺私用集』同日条に焼失した大仏について「阿弥陀座像居長四丈」と記されている。
万里集九の詩集「梅花無尽蔵」には「南都（東大寺）の半仏雲居、雲居の半仏東福（東福寺）」とあり、中世の日本においては（少なくとも関西地方においては）、東大寺大仏・雲居寺大仏・東福寺大仏の三尊が日本三大仏と称されていた。「南都の半仏雲居」は、東大寺大仏が十六丈と公称し、雲居寺が八丈と公称していたため（雲居寺大仏の身の丈は、東大寺大仏の半分の意）とされる。

### 永享年間の焼失と足利義教の大仏再建

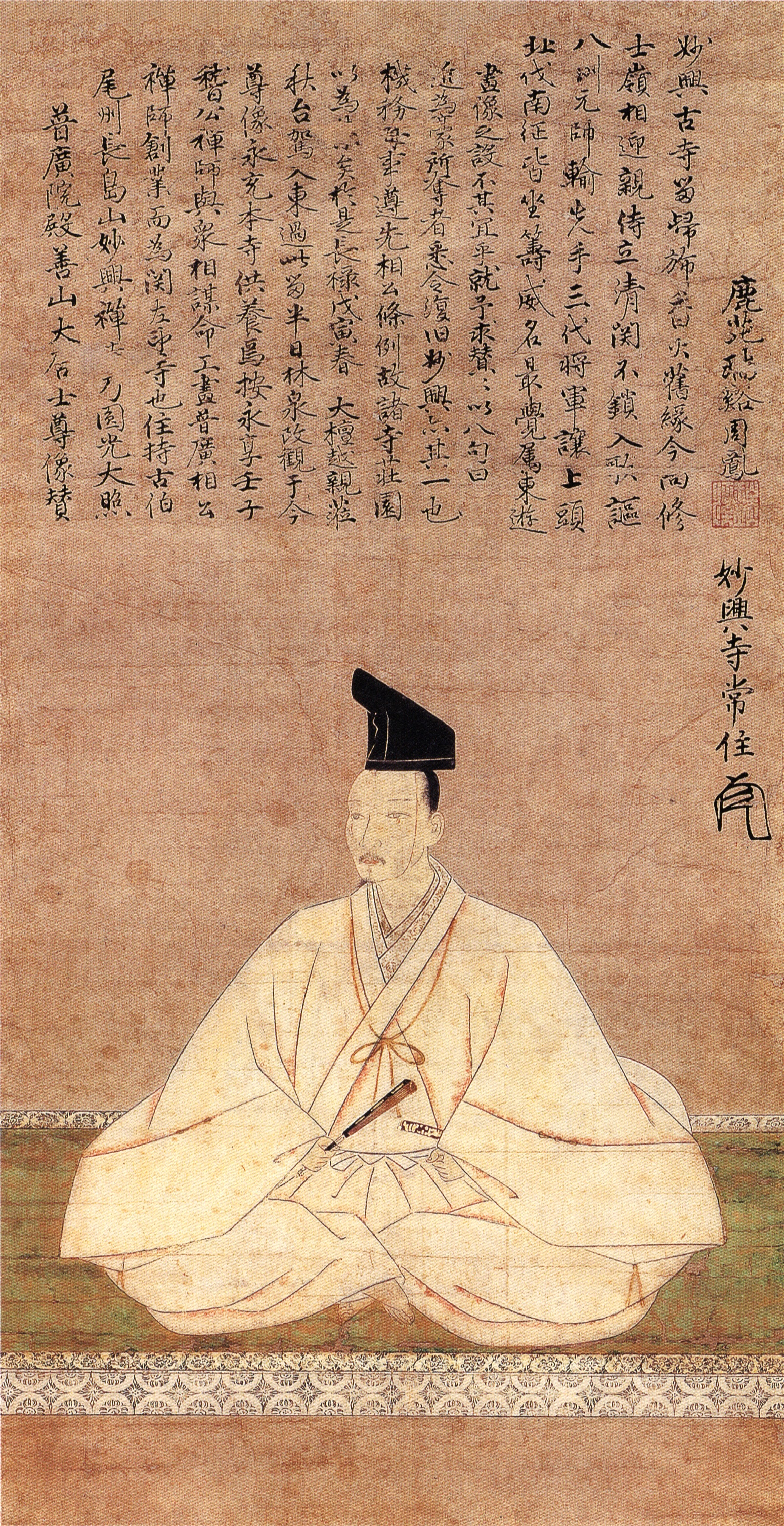
室町幕府第6代将軍足利義教像（妙興寺蔵）

瞻西の造立した雲居寺初代大仏は、室町時代の永享8年（1436年）11月29日に、東山地域での大火のため焼失してしまう。『東寺長者補任』同日条によれば、同日夜に清水坂より出火し、「八坂塔、雲居寺同極楽堂、金堂、双林寺」が焼失したという。これに対して、時の将軍足利義教は、自身の肝いりの政策として、木造で大仏の再建を命じ、同じ高さで再建された（焼失した初代大仏の構造は明らかでない）。
雲居寺の再建に関しては以下の記録がある。『蔭涼軒日録』によれば、永享11年(1439年)6月に京都高辻大宮仏師と東方仏師が共同で大仏の造像を開始した。歴史学者の遠藤廣昭は、「京都高辻大宮仏師」は当該地に拠点を構えていたことから院派仏師、「東方仏師」は諸史料の分析から奈良仏師であるとしている。大仏は永享12年（1440年）に完成したが、足利義教の検分の結果不合格となり、再度造り直すことになった。『蔭涼軒日録』同年4月11日条に「雲孤寺御成、本尊御拝見、不相応之由被命仏師」と、5月12日条に「雲孤寺本尊不如先規故」とあり、義教は、新造された大仏が「先規」と違うので造り直すよう命じたようである。その後禅僧の周文と別の奈良仏師が再度大仏の造像にあたり、永享12年（1440年）6月から造像を開始し、11月に完成したという。不合格となった像は破却されることなく、祇園社（現八坂神社）南の百度大路に堂を設けてそこに安置されたという。『蔭涼軒日録』同年7月28日条に、大仏の光背と光背の仏像の製作は、京都の諸仏師に配分して製作させる旨の伺いがなされたとあり、同年10月15日条「雲孤寺脇尊二本、柱前如旧可安之由被仰出」とあり、新しく造像した脇侍2体を、焼失前と同じ位置に安置するよう義教が命じたとある（上記の記述から、雲居寺大仏は初代・2代目共、阿弥陀如来[大仏]一尊、脇侍二尊の阿弥陀三尊形式であったことが分かる）。新しく造像された仏像には、脇侍のほか、仁王像や、日本では珍しい涅槃像も造像されていたことが『蔭涼軒日録』から確認できる。『蔭涼軒日録』嘉吉元年（1441年）6月14日条には雲居寺の再建が完了し、義教に披露されたとある。しかしその10日後の6月24日に、義教は赤松氏に謀殺された。
　
なお京都の十念寺の阿弥陀如来像は、雲居寺から移したものとの伝承があるが、雲居寺には大仏殿とは別に極楽堂という堂があり、それも焼失したので、そこに安置されていた阿弥陀如来像を足利義教が遷座させた可能性を、歴史学者の川勝政太郎は指摘している。
義教の再建した2代目大仏は、落慶から二十数年後に発生した応仁の乱で焼失した。『応仁記』には、応仁の乱で焼失した寺院が記述されているが、雲居寺も名が挙がっており、「雲孤寺と申すは奈良半仏尊の像、雲を穿つ大伽藍」と記されている。
応仁の乱から約130年後の京都には、豊臣氏によって方広寺大仏（京の大仏）という別の大仏が造立された。雲居寺の旧境内には秀吉の正室高台院の意向で、高台寺が創建された。